# Schwarzkeramik

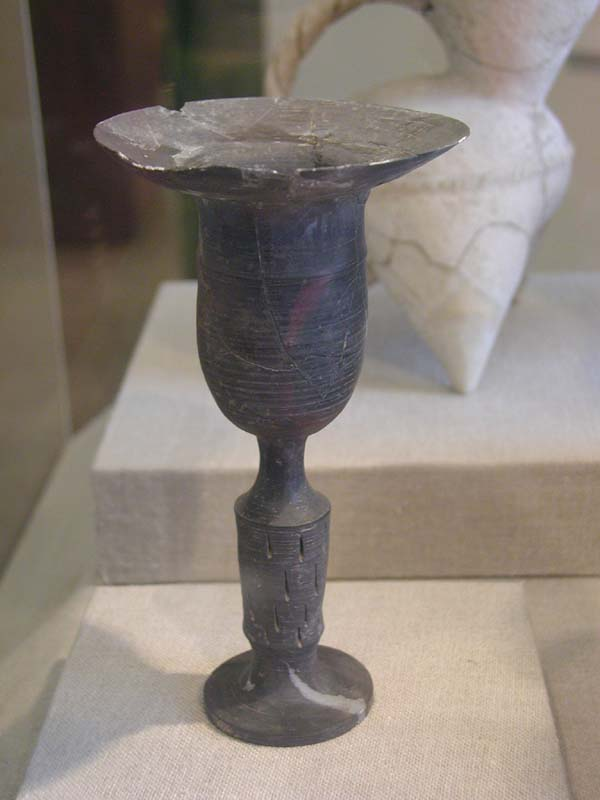
Eierschalenkeramik der Longshan-Kultur (1976 an der Chengzi-Stätte in Zhucheng, Provinz Shandong, ausgegraben)

Schwarzkeramik (chinesisch 黑陶, Pinyin hēitáo, englisch black pottery – „Schwarztöpferei, schwarze Töpferei, schwarze Tonwaren, Schwarzton“ usw.) ist eine antike chinesische schwarzfarbige Keramik. Gewöhnlich sind die Keramikstücke relativ dünnwandig, ihre Oberfläche glänzt wie schwarzer Lack. Häufig anzutreffen ist sie in den Stätten der spätneolithischen Dawenkou- und Longshan-Kulturen in China. Die dünnste Schwarzkeramik wird „Eierschalenkeramik“ (蛋壳陶,  dànkétáo, englisch eggshell pottery) genannt. 
Die Schwarzkeramik hat eine Geschichte von über 4.600 Jahren, die Kunst ihrer Herstellung wurde in China jüngst wiederbelebt.